# Marcin Lewandowski
Marcin Przemysław Lewandowski, född den 13 juni 1987 i Szczecin, är en polsk friidrottare som tävlar i medeldistanslöpning. 

## Karriär
Lewandowski var framgångsrik som junior. Vid junior-VM 2006 slutade han på fjärde plats på 800 meter. Året efter blev han europamästare vid U23-EM. Vid Olympiska sommarspelen 2008 blev han sjua i sin semifinal vilket inte räckte till en finalplats. 
Under 2009 var han i final vid inomhus-EM på 800 meter där han slutade sexa. Vidare var han även vid final vid VM 2009 där hon slutade på åttonde plats. 
Hans största framgång kom vid EM 2010 i Barcelona där han vann guld på 800 meter. 
I augusti 2021 vid OS i Tokyo blev Lewandowski utslagen i semifinalen på 1500 meter, då han inte fullföljde loppet. 

## Personliga rekord
- 800 meter - 1.43,72 (Stade Louis II, Monaco 17 juli 2015)
- 1500 meter - 3.30,42 (Stade Louis II, Monaco 9 juli 2021) (nationsrekord)
- 1609 meter (1 engelsk mil) - 3.49,11 (Bislett, Oslo 1 juli 2021) (nationsrekord)